# Sant Andreu d'Òrrius
Sant Andreu d'Òrrius és l'església parroquial d'Òrrius (Maresme) inclosa en l'Inventari del Patrimoni Arquitectònic Català.

## Església
L'església parroquial de Sant Andreu d'Òrrius està col·locada sobre una massís rocós. L'actual edifici, fet damunt un d'anterior, és una construcció del segle xvi, amb estil gòtic tardà. Consta d'una sola nau i capelles adossades, engloba una petita capella, ara baptisteri de l'època romànica coberta per una volta apuntada. A la façana principal es troba un portal d'entrada amb unes columnes que la flaquegen i a sobre un frontó d'estil clàssic. A sobre hi ha un ull de bou. Un dels carreus d'un contrafort té una inscripció gravada que diu Plasa de la Constitucion que dona de cara a la plaça principal d'Òrrius anomenada de la Constitució.

## Casa rectoral
La casa rectoral és un edifici de planta quadrada format per una planta baixa i pis. La coberta és a dues aigües. Està enganxada a l'església parroquial de Sant Andreu d'Òrrius. A la planta baixa hi ha un portal d'entrada rodó i dues finestres a cada costat amb llinda recta, a sobre del portal hi ha un balcó i dues finestres. Ha sofert transformacions però encara es poden veure restes del seu origen.

## Història
L'església parroquial de Sant Andreu és esmentada el 1023 i des del segle xiv figura com a sufragània de la parròquia de Sant Julià d'Argentona, fins que s'independitzà el 1579. Des del punt de la jurisdicció civil, hi tingueren drets, almenys des del segle xiv, els senyors del castell de Burriac, però posteriorment Pere el Cerimoniós concedí al senyor de la Roca del Vallès la jurisdicció total sobre Òrrius i depengué del municipi de la Roca del Vallès, fins a mitjan segle xix.